# Leroy Petry

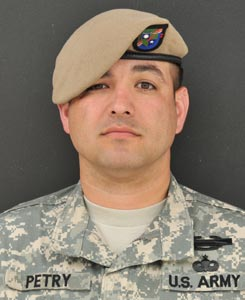
Leroy Petry

Leroy Arthur Petry (* 29. Juli 1979 in Santa Fe, New Mexico) ist ein Sergeant First Class der United States Army und der zweite lebende Empfänger der Medal of Honor seit dem Vietnamkrieg. Petry erhielt die Auszeichnung für sein Handeln während eines Kampfeinsatzes in Paktya, Afghanistan, im Mai 2008.

## Leben
Leroy Petry ist der Sohn von Larry und Lorella Petry und hat vier Brüder. Er besuchte die Santa Fe High School und studierte an der New Mexico Highlands University in Las Vegas, New Mexico. Im September 1999 trat er der US Army bei und hat seither insgesamt 28 Monate in verschiedenen Kampfeinsätzen im Irak und Afghanistan verbracht.
Petry ist verheiratet und Vater von vier Kindern.

## Medal of Honor

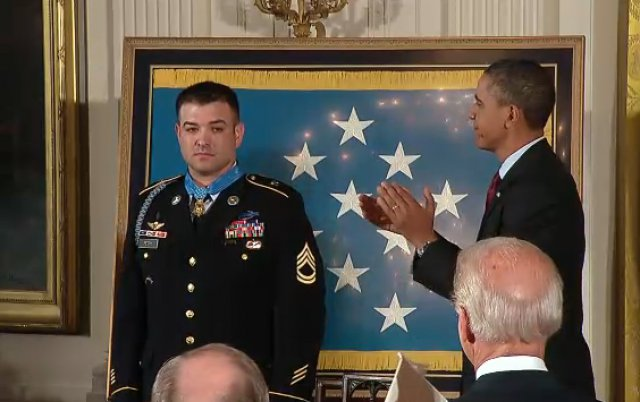
Petry nach Verleihung mit Obama am 12. Juli 2011 im Weißen Haus

Im Mai 2008 war Petry mit seiner Einheit in Afghanistan im Einsatz, um eine Person von entscheidender militärischer Bedeutung in Paktya festzunehmen. Während dieses Einsatzes wurde seine Einheit angegriffen. Er selbst wurde durch ein Projektil an beiden Beinen verletzt. Außer Petry waren noch fünf weitere, zum Teil verwundete Soldaten in die Kampfhandlung mit dem Gegner verwickelt. Als diese kurz hintereinander zwei Handgranaten auf die Soldaten warfen und eine nur wenige Meter neben Petry und seinen Kameraden landete, hob dieser sie trotz seiner Verletzung auf, um sie wegzuschleudern und so das Leben seiner Kameraden zu schützen. In dem Moment, als er die Granate aus seiner Hand losließ, explodierte sie und zerfetzte seine rechte Hand.
Sein rechter Arm musste vom Ellbogen abwärts amputiert werden. Er trägt seitdem eine Prothese.

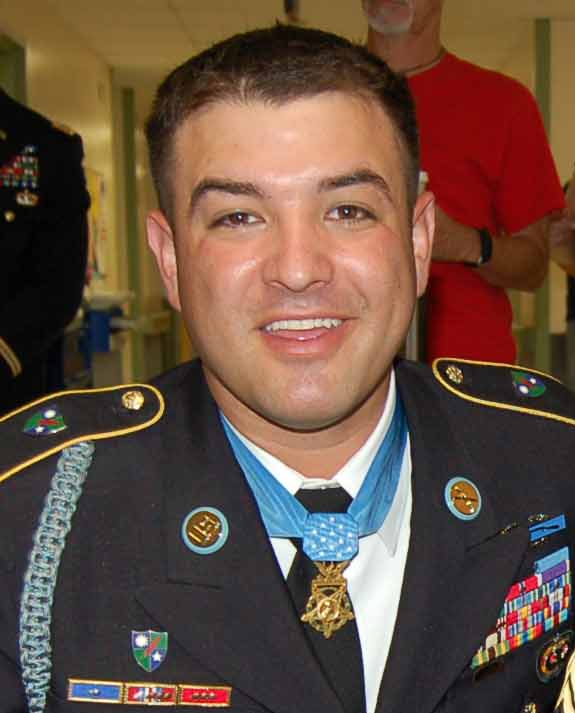
Leroy Petry (2011)

Die Medal of Honor wurde Petry am 12. Juli 2011 von Präsident Obama während einer Zeremonie im Weißen Haus überreicht. Nach Salvatore Giunta ist Petry erst der zweite lebende Empfänger dieser Auszeichnung seit dem Vietnamkrieg.
Nach dieser Auszeichnung wurde Petry gebeten, in Talkshows und anderen Versammlungen aufzutreten, beginnend mit Good Morning America. In seiner Freizeit blieb er körperlich aktiv. Er hat gelernt, mit seiner Handprothese Golf zu spielen, zu jagen, Wasserski zu fahren und Geländefahrzeuge zu fahren.
Im Jahr 2010 trat Petry für eine unbefristete Dienstzeit wieder in die US-Armee ein.  Er war in der Joint Base Lewis-McChord, Washington, stationiert, wo er als Verbindungsoffizier für die Care Coalition Northwest Region des United States Special Operations Command fungierte. Er half kranken und verletzten Rangern sowie ihren Familien. Im Jahr 2011 begann Petry auch, das Pierce College zu besuchen und einen Bachelor of Science in Unternehmensführung zu erwerben.
Obwohl er aufgrund medizinischer und "psychologischer Probleme" 20 Jahre aktiven Dienst absolvieren wollte, beschloss Petry, einen medizinischen Ruhestand zu beantragen. Im Juni 2014 erhielt Petry von George Strait im Auftrag einer Wohltätigkeitsorganisation im Metroplex Dallas-Fort Worth ein Haus. Am 23. Juli 2014 wurde Petry zum Master Sergeant befördert und erhielt während seiner Ruhestandszeremonie die Legion of Merit. Er wurde in den Ehrenorden des Heiligen Maurice aufgenommen. Nach fast 15 Dienstjahren zog er sich am 29. Juli 2014 offiziell aus der US-Armee zurück.

## Auszeichnungen
Neben der Medal of Honor erhielt Petry unter anderem folgende weitere Ehrungen:
- Bronze Star
- Purple Heart
- Army Commendation Medal
- Army Achievement Medal